# Aristocles de Cidonia
Arístocles de Cidonia (en griego antiguo: Άριστοκλής, romanizado: Aristocles) fue uno de los más antiguos escultores griegos. Nacido en Cidonia, en Creta, fue hijo y discípulo de Cleetas. Evágoras de  Zancle ofrendó un conjunto escultórico que representa a Heracles luchando por el ceñidor de una amazona a caballo, esculpido por Aristocles . No se puede precisar la época en que vivió, aunque es evidente que sería antes del 494 a. C., año en el que Zancle cambió su nombre por el de Mesina. Pausanias menciona un grupo escultórico con Zeus y Ganimedes donado por Gnatis en Olimpia,  realizado por Aristocles.